# رومئو و ژولیت (فیلم ۱۹۰۸)

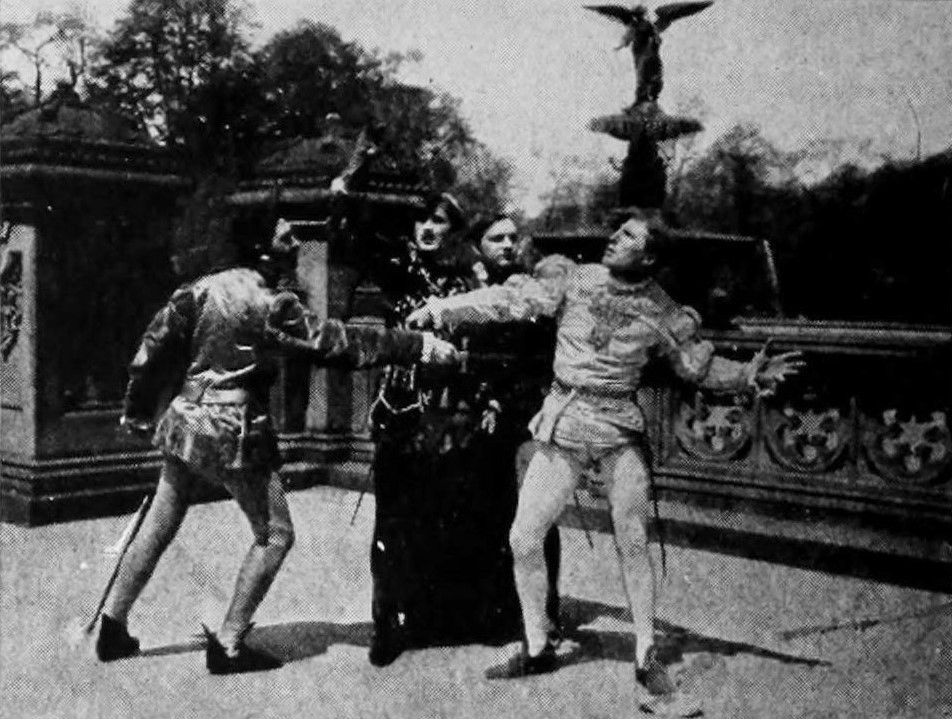
رومئو و ژولیت (فیلم ۱۹۰۸)

«رومئو و ژولیت» (انگلیسی: Romeo and Juliet (1908 film)) یک فیلم به کارگردانی جیمز استوارت بلکتون است که در سال ۱۹۰۸ منتشر شد. از بازیگران آن می‌توان به فلورنس لورنس، جان جی. آدولفی، و چارلز کنت اشاره کرد.